# Предмет труда
Предме́т труда́ — вещество или энергия, на которые человек воздействует в процессе труда, или перерабатываемая человеком в процессе интеллектуального труда информация. 
Предмет труда, уже претерпевший воздействие человека, но предназначенный для дальнейшей обработки, называется сырым материалом, или сырьём. Не каждый предмет труда представляет собой сырьё, хотя каждый сырой материал — предмет труда (например, угольный пласт в шахте — предмет труда, но не сырьё, поскольку он не подвергался воздействию человека). Информация, претерпевшая переработку в процессе труда, становится знанием.
Изготовляемой продукцией могут являться иные предметы труда, которые впоследствии будут тоже подвергнуты обработке. И так будет происходить до конца производственного цикла, пока не будет получен конечный произведённый продукт (благо).